# Superodontella vallvidrerensis
Superodontella vallvidrerensis is een springstaartensoort uit de familie van de Odontellidae. De wetenschappelijke naam van de soort is voor het eerst geldig gepubliceerd in 1966 door Selga.